# Фример
Фриме́р (фр. frimaire фр. вимова: [fʁimɛʁ], від frimas — «паморозь», укр. паморозень) — третій місяць (20/21 листопада — 21/22 грудня) французького республіканського календаря, що діяв з жовтня 1793 по 1 січня 1806.
Як і всі місяці французького республіканського календаря, фример складався з 30 днів, що поділялися на 3 декади. Кожен день мав назву сільськогосподарської рослини, крім п'ятого та десятого дня, що мали назву свійської тварини або сільськогосподарського приладу відповідно.